# 卡斯滕·拉梅洛
卡斯滕·拉梅洛（德語：Carsten Ramelow，1974年3月20日—），德国男子足球运动员。他曾代表德国参加2002年国际足联世界杯和2000年欧洲足球锦标赛，其中2002年世界杯获得亚军。